# 腹壁反射
腹壁反射（abdominal reflex）是指滑动脐周围腹部皮肤引起腹部肌肉产生的收缩反射。
腹壁反射检查是一种常用的神经系统检查。在肥胖、老年人或经产妇中，由于皮肤松弛，腹壁反射可能会减弱或消失。腹壁反射也可以见于病例状态：上部腹壁反射消失可能是脊髓胸髓第7-8节受损，中部腹壁反射消失见于胸髓第9-10节受损，下部反射消失见于胸髓第11-12节受损。单侧反射消失提示脊髓单侧锥体束受损，双侧反射消失一般见于昏迷患者。